# Fallout 2
Fallout 2 (właściwie Fallout 2: A Post Nuclear Role Playing Game) – komputerowa gra fabularna wyprodukowana przez Black Isle Studios i wydana w 1998 roku przez Interplay Entertainment. Jest to kontynuacja gry Fallout wydanej rok wcześniej.
Fallout 2 jest grą skierowaną do dojrzałego gracza. Porusza kontrowersyjne tematy i wielokrotnie stawia go przed trudnymi problemami natury moralnej. Postapokaliptyczny świat gry pełen jest przemocy, narkotyków i seksu.
W porównaniu do pierwszej wersji, Fallout 2 jest grą o wiele bardziej rozbudowaną, z większym światem oraz z częściowo zmodyfikowanym interfejsem i mechaniką gry (opartą na systemie SPECIAL, będącym zmodyfikowaną wersją GURPSa) – trudniejszy jest np. handel z innymi postaciami. Podobnie jak w pierwszej części, gracz wykonuje misje, posługując się stworzonym przez siebie bohaterem oraz drużyną NPC-ów, którzy mogą się do niego przyłączyć, aczkolwiek tym razem gracz ma większy wpływ na prowadzone przez siebie postacie (co prawda nie kieruje nimi, ale np. ustala, czy ma używać broni palnej czy białej, nosić pancerz, czy brać jakieś stymulanty). W drugiej części postać gracza ma za zadanie zdobycie G.E.C.K. (Garden of Eden Creation Kit, w polskiej wersji gry: Generator Ekosystemu Cudownej Krainy), specjalnego artefaktu stworzonego przez ludzi żyjących jeszcze przed wojną atomową do przekształcania „jałowej ziemi w rajski ogród”, dzięki czemu mieszkańcy jego rodzinnej wioski będą w stanie przeżyć, swobodnie modyfikując swoją przestrzeń życiową. Podobnie jak w części pierwszej, fabuła posiada również dziesiątki wątków pobocznych.
Gra przestała być oficjalnie rozwijana, jednakże doczekała się licznych modyfikacji wykonanych przez niezależne grupy, które poprawiają błędy pominięte w oficjalnych łatach lub ingerują w fabułę gry. Przykładem może być mod A new vision opracowany przez grupę TeamX.

## Opis fabuły

### Historia
Akcja rozgrywa się w roku 2241, 80 lat po wydarzeniach znanych w Falloucie. Wioska Arroyo – założona przez głównego bohatera poprzedniej części gry, po dziesięciu latach suszy staje na krawędzi wymarcia. Gracz wciela się w rolę Wybrańca, któremu starszyzna dała zadanie znalezienia urządzenia przeznaczonego do naprawy świata po zagładzie nuklearnej – Garden Of Eden Creation Kit (w skrócie G.E.C.K.).
Aby je odnaleźć, Wybraniec musi przemierzyć pustkowia północnej Ameryki w poszukiwaniu zaginionej Krypty 13. Za punkt zaczepienia ma tylko metalową manierkę z symbolem 13. Jego plemię zakupiło ją od handlarza Vica, mieszkającego w pobliskim miasteczku Klamath. Stamtąd będzie stopniowo dowiadywał się o różnych społecznościach powstałych po wojnie nuklearnej, handlował, walczył, zawiązywał znajomości i pozyskiwał informacje.
Gdy gracz zdobędzie już G.E.C.K., okaże się, że mieszkańcy wioski zostali uprowadzeni przez Enklawę – paramilitarną organizację będącą pozostałością po dawnym rządzie, a wszelkiemu życiu na pustkowiach grozi niebezpieczeństwo. Z pomocą broni biologicznej w postaci zmodyfikowanego wirusa FEV, prezydent Stanów Zjednoczonych zamierza oczyścić świat z istot ludzkich o materiale genetycznym skażonym promieniowaniem i skolonizować świat na nowo czystą rasą ludzi, poprzez którą ma na myśli mieszkańców platformy wiertniczej będącej siedzibą Enklawy.

## Rozgrywka

### Atrybuty postaci

#### Charakterystyka
System kreacji bohatera w Falloucie opiera się na tzw. SPECIAL będącym akronimem od Strength, Perception, Endurance, Charisma, Intelligence, Agility, and Luck (Siła, Percepcja, Wytrzymałość, Charyzma, Inteligencja, Zręczność oraz Szczęście). Każda z siedmiu podstawowych charakterystyk ma wpływ na określoną grupę umiejętności i perki, jakie może zdobyć postać. W grze istnieje także możliwość podwyższenia statystyk bohatera poprzez zdobycie odpowiednich chipów, perków, możliwe jest również zwiększenie puli punktów akcji po zjedzeniu specjalnych ciastek.

#### Umiejętności
W grze występuje 18 umiejętności, z których każda ma wartość z zakresu od 0 do 300%. Początkowa wartość umiejętności jest zależna od charakterystyki postaci, jednak wraz z rozwojem BG może się ona zwiększać. Na początku rozgrywki możliwe jest „oznaczenie” trzech umiejętności, co sprawia, że są one rozwijane z dwukrotną szybkością; liczba umiejętności, w których specjalizuje się bohater, może zostać zwiększona przez wybranie odpowiedniego perka.
Rozwój umiejętności jest również możliwy przez trening u poszczególnych bohaterów niezależnych, a także czytanie odpowiednich książek, jednak w tym przypadku efekt ten zanika, gdy postać ma już znaczną wiedzę na dany temat (wartość procentowa przekracza 95).
Poziom części umiejętności może być zwiększany po zaopatrzeniu postaci w odpowiedni przedmiot (na przykład używanie elektronicznego wytrychu znacząco wpływa na Otwieranie zamków), a także poprzez zażycie chemicznych środków stymulujących. Im wyższy poziom umiejętności, tym większa szansa na sukces w jej wykorzystaniu, jednak wzrost wartości procentowej powoduje także konieczność wydawania większej ilości punktów umiejętności na dalszy rozwój.

#### Cechy i perki
W czasie tworzenia postaci gracz może wybrać 2 dodatkowe cechy swojego bohatera, które mają szczególny wpływ na rozgrywkę. Każda z cech zawiera zwykle jedną wadę i zaletę jej posiadania np. Szybki cyngiel sprawia, że korzystanie z broni palnej wymaga jednego punktu akcji mniej, ale jednocześnie uniemożliwia korzystanie z precyzyjnego celowania. Wybrana na początku gry cecha nie może zostać zmieniona w sposób inny niż za pomocą perka Mutacja.
W przeciwieństwie do cech, perki nabywa się w czasie rozgrywki, a wraz z rozwojem postać ma ich coraz więcej. Możliwość wyboru perka pojawia się co 3 poziomy wraz z awansem postaci (w przypadku, gdy gracz wybrał cechę Kujon co 4 poziomy), a każdy z nich zapewnia dodatkowe korzyści (odmiennie niż Cechy, perki nie przewidują negatywnych efektów).

### Bohaterowie niezależni
Podobnie jak w pierwszym Falloucie, w grze pojawiają się liczni bohaterowie niezależni, którzy mogą towarzyszyć Wybrańcowi w czasie jego misji. W przeciwieństwie do części poprzedniej można dokonywać u nich większych zmian w zakresie AI walki i ekwipunku. Postacie te zdobywają kolejne poziomy doświadczenia wraz z bohaterem gracza i dysponując różnorodnymi umiejętnościami, mogą stanowić dla niego uzupełnienie.
Liczba postaci, jakie można przyłączyć do drużyny jest zależna od wartości Charyzmy Wybrańca. Większość bohaterów niezależnych, decydując się na towarzyszenie postaci gracza bierze pod uwagę Karmę, a także pewne inne zachowania (np. zniechęcać może je do tego fakt, że Wybraniec jest dzieciobójcą lub przyłączył się do łowców niewolników).

### Zmiany w porównaniu do poprzedniej części
W Falloucie 2 pojawia się znacznie więcej broni, zbroi i przedmiotów niż w części pierwszej. Znaleźć można większość przedmiotów z oryginału, ale posiadają one także inne, ulepszone wersje. Zwiększono ponadto ceny, przez co przeszukiwanie lokacji w celu zbierania przedmiotów stało się znacznie ważniejsze. W Falloucie 2 pojawia się również kilka zupełnie nowych broni dla każdego z ich rodzajów, co sprawia, że umiejętności bojowe są bardziej wyrównane, a postać może być silna niezależnie od tego, czy korzysta np. z broni ciężkiej, czy energetycznej. Urozmaiceniu ulegli też przeciwnicy; wszystko to skutkuje znacznie większą złożonością walki.
Umiejętności w sequelu mają początkowo znacznie niższą wartość, a posiadanie różnorodnych specjalizacji staje się ważniejsze niż w części pierwszej – początkowo umiejętności takie jak Leczenie, czy Pułapki były używane sporadycznie, jednak w Falloucie 2 wszystkie one stają się przydatne. Zwiększono również ich maksymalny poziom, niektóre zostały też bardziej urozmaicone, na przykład w Walce wręcz dodano nowe rodzaje uderzeń i kopniaków zależnych od Charakterystyk i poziomu umiejętności postaci. W grze pojawia się kilka nowych perków, a większość starych została przeniesiona bez zmian – umożliwia to znacznie większe możliwości różnicowania rozwoju bohatera.
Karmie występującej w oryginale teraz towarzyszy również Reputacja – o ile ta pierwsza oddziałuje na ogólny wizerunek Wybrańca w grze, to druga odzwierciedla jedynie odbiór postaci w poszczególnych miastach. Podczas gdy Karma osiągana jest przez dobre uczynki i zabijanie potworów, to Reputacja rośnie zależnie od niesienia pomocy mieszkańcom danych lokacji (zwykle przez wykonywanie drobnych zadań) – naturalnie obie cechy zmieniają się w sposób równoległy. Podobnie jak w części pierwszej dobre i złe postacie reagują inaczej na bohatera z różnym poziomem Karmy. Ponadto gracz może również zdobyć wiele tytułów (np. Łowca niewolników, Hiena cmentarna, Żigolak), które są zależne od konkretnych działań i podobnie jak Karma oraz Reputacja wpływają na to, jak inne postacie reagują na bohatera.
Kontrola nad postaciami towarzyszącymi bohaterowi w jego podróży przez pustkowia w oryginalnym Falloucie była bardzo uproszczona i sprowadzała się do wyekwipowania w odpowiednią broń oraz ustalenia, w jakiej odległości mają one pozostawać. W Falloucie 2 wpływ na towarzyszy jest znacznie bardziej złożony. Gracz został upoważniony do awansowania ich na kolejne poziomy, wyposażania w zbroje, a także określania zachowania w walce poczynając od tego, kiedy mogą one zacząć uciekać, kończąc na tym, od którego momentu mogą używać stimpaków. NPC posiadają odmienne osobowości i cechy, podobnie jak w poprzedniej części, zmianie uległ jednak sam proces przyłączania ich do drużyny stając się bardziej złożonym – to, czy postać przyłączy się do drużyny, w dużej mierze zależy od Karmy lub ukończenia określonego zadania, ponadto wprowadzono limit osób mogących towarzyszyć bohaterowi.
W oryginalnym Falloucie zadania poboczne w miastach były zwykle wykonywane w ich obrębie – odizolowane od reszty świata były zajęte własnymi problemami. W Falloucie 2 ważną kwestią dla miast stają się kontakty z innymi ostojami cywilizacji, a wydarzenia w jednym z nich wpływają na sytuację w innych. Same misje poboczne często wymagają od gracza, aby powracał do już odwiedzonych miejsc i podróżował między znanymi lokacjami. W celu ułatwienia tego twórcy wprowadzili do gry pojazd – Krążownik Szos Highwayman, którego konstrukcja opiera się na prawdziwym samochodzie 57 Chevy. Ze swoimi wszystkimi futurystycznymi usprawnieniami znacząco skraca on czas potrzebny na pokonywanie kolejnych kilometrów Pustkowi. Napędzany mikroogniwami paliwowymi samochód może zostać kilkukrotnie ulepszony w czasie wykonywania zadań, a sam jego pomysł jest zgodny z projektami z lat 50. (Ford Nucleon), na których wzorowany jest klimat gry.
Sam Fallout stał się produktem ograniczonym dla starszych graczy, na co wpływ ma przede wszystkim znacznie większa obecność prostytucji i narkotyków, które stały się ważnym elementem świata gry. W grze znacznie częściej pojawiają się treści zastrzeżone dla dorosłych: w czasie rozgrywki gracz może wstąpić w szeregi mafii, zostać gwiazdą porno, a w prawie każdym mieście spędzić noc z którąś z prostytutek. Ważnym wątkiem pobocznym stało się także niewolnictwo, w którego przypadku bohater może się opowiedzieć zarówno po stronie uciemiężonych, jak i łowców niewolników – w takiej sytuacji istnieje nawet możliwość sprzedania któregoś z NPC-ów w niewolę.
Także szybki bieg (ang. „speed run” – przejście gry w jak najkrótszym czasie) zajmuje więcej czasu niż w Falloucie. W części pierwszej możliwe było pójście prosto do bazy wojskowej i zniszczenie jej, a następnie udanie się do katedry. W Falloucie 2 lokacja końcowa jest niedostępna, dopóki określony bohater niezależny nie wskaże bohaterowi jej położenia. Możliwe jest jednak stworzenie postaci posiadającej umiejętności spoza grup dotyczących walki, skoncentrowanej na retoryce i kradzieży, w celu szybkiego zdobycia przedmiotów niezbędnych do przeprowadzenia rozmów koniecznych do dotarcia do głównego bossa. Tak skonfigurowana postać będzie mogła doprowadzić do sytuacji, w której ostatni przeciwnik zostanie łatwo pokonany bez ofensywnych działań ze strony samego bohatera.

## Wersje na świecie i cenzura
Część z wersji Fallouta wydanych poza USA została ocenzurowana ze względu na regionalne unormowania odnoszące się do kwestii przemocy i sposobu przedstawienia dzieci w grach komputerowych. W szczególności objęło to wersję brytyjską i niemiecką, gdzie zarówno dzieci, jak i niektóre opcje przemocy zostały usunięte z gry. Fakt ten odbił się także bardziej pośrednio na rozgrywce, ponieważ wpłynął istotnie na niektóre misje. Z czasem fani stworzyli łaty, dzięki którym gra na europejskich wersjach Fallouta 2 przestała odbiegać od pierwowzoru, jednak mimo wszystko oryginalna wersja amerykańska wydaje się mieć większą wartość kolekcjonerską. W Polsce, w roku premiery, gra została wydana w wersji ocenzurowanej.

## Odbiór gry
Fallout 2 spotkał się z dobrymi opiniami ze strony recenzentów. Gra otrzymała 86/100 punktów według serwisu Metacritic. Chwalono przede wszystkim: grywalność, fabułę i zachowanie klimatu pierwszej części Fallouta. Z drugiej strony krytyce poddano znaczną ilość błędów oraz brak istotnego postępu w stosunku do części pierwszej. Recenzent magazynu „CD-Action” stwierdził: „Fallout 2 jest wspaniałą kontynuacją, pod wieloma względami przewyższa poprzednika. Obowiązkowa pozycja dla graczy, którzy szukają roz(g)rywki na wysokim poziomie”. Gra zajęła 29. miejsce w plebiscycie na 100 najlepszych gier dziesięciolecia, zorganizowanym przez redakcję z okazji rocznicy wydawania pisma. Recenzent serwisu IGN docenił fakt, że „nie naprawiano tego, co nie było zepsute” i pochwalił rozmiar świata gry oraz rozbudowany scenariusz.

## Błędy i nieoficjalne łaty
W chwili ukazania się Fallouta 2 występowało w nim mnóstwo błędów, z których duża część wciąż istnieje w grze nawet po uaktualnieniu do najnowszej (i prawdopodobnie ostatecznej) wersji 1.02. Niemniej jednak społeczność gry stworzyła wiele nieoficjalnych łat. Prawdopodobnie najobszerniejsza z nich, wydana przez Killap, naprawia ponad 1000 błędów w rozgrywce.